# Галущинці
Галу́щинці — село в Україні, у Підволочиській селищній громаді Тернопільського району Тернопільської області.
Від вересня 2015 року увійшло до складу Підволочиської об'єднаної територіальної громади.
Населення — 659 осіб (дані на 2002 рік).
Селом проходить автобусне сполучення з обласним центром. Село розташоване за 1 км від дороги Тернопіль — Підволочиськ. Поблизу села пролягає газопровід Дашава-Київ, прокладений у 1948 році.
Галущинці — село на північних відрогах Медоборів. Гори сягають 417 метрів над рівнем моря. Поблизу села розташована геологічна пам'ятка природи — останці рифів Сарматського моря.

## Історія
Поблизу Галущинців виявлено археологічні пам'ятки черняхівської культури та римські монети II століття.
Назва села Галущинці, за переказами селян, походить від прізвища одного з перших поселенців — Галушка, яке він пізніше змінив на Галушинського. Назва села могла утворитися від прізвища Галушинський, або з'явилася в старій вимові як Галдищинці.
Перша писемна згадка про село датується 1540 роком, коли воно було власністю шляхтичів Давидовських. Село було засноване західніше від сучасного місця розташування. Досі знаходять на цьому місці биту цеглу і черепки кераміки. Село було спалене татарами, які проходили через місце, відоме як «гребелька на схід» (XIII століття). Нове село почали відбудовувати східніше і ближче до лісу, де можна було сховатися від ворогів.
Вдруге село згадується вже тільки в 1607 році, як поселення в Теребовлянському повіті Галицької землі.
В селі проживало кілька заможних поміщицьких сімей: Федоровичі, Решитарські, Здроздовські, Татибани (євреї).
У 1720 році було збудовано костел. У селі переважало польське населення, було більше прихильників римо-католицького обряду. У XIX столітті костел згорів під ударом блискавки, оскільки був дерев'яний. У 1868 році було освячено костел, збудований з каменю.
Після Другої світової війни місцевий парох отець-канонік Броніслав Мірецький, як один із небагатьох священнослужителів Львівської архідієцезії, залишився в Україні, завдяки чому костел у Галущинцях залишився відкритим. Отець Мірецький служив до кінця свого життя і був похований на сільському кладовищі у 1986 році.
В селі є пам'ятка архітектури місцевого значення Церква Святого Миколая зведена в 1754 році. 
Джерела засвідчують, що у 1880 році в селі була однокласна школа, де працював один учитель. У 1938 році побудовано двоповерхову школу.
Станом на 1880 рік у селі проживало 1338 осіб. Двом поміщикам належало 1425 морґів поля, а всім селянам — 1353
морґи. У 1921 році в селі проживало 1694 осіб. Було 320 селянських дворів і 2 поміщицьких. Уже на 1 січня 1939 року в селі проживало 1810 осіб, з них 60 українців, 1720 поляків, 30 євреїв. До 1946 року в селі проживали тільки поляки. Було декілька змішаних польсько-українських сімей і єврейських сімей.
У селі діяла бібліотека товариства «Молодь польська», заснована в 1929 році, з фондом 150 книг. Бібліотеку відвідувало 39 читачів, які безплатно обслуговувалися 3 рази на тиждень. Після німецько-радянської війни значна частина селян польської національності виїхала на постійне проживання в Польську Республіку, а у село поселили українців з Польщі.

### Промисли і ремесла
Переважна більшість людей працювала на землі. Сіяли коноплі, і кожен сіяв для себе невелику смужку льону на сорочки. Льон тут вирощували здавна. Тримали овець на вовну і шкіри. Кожна дівчина мала мати посаг: кожух із 7 овечих шкір, лляного найтоншого полотна. У селі було декілька кузень, ковальством колись займалися Робак Міхал, Путель, Шобер Михайло. Млин тримав єврей Шойла та був економом. Були музики, ткачі, стельмахи, мулярі, шевці.
12 червня 2020 року, відповідно до розпорядження Кабінету Міністрів України  № 724-р «Про визначення адміністративних центрів та затвердження територій територіальних громад Тернопільської області», село увійшло до складу Підволочиської селищної громади.
19 липня 2020 року в результаті адміністративно-територіальної реформи та ліквідації Підволочиського району, село увійшло до складу новоствореного Тернопільського району.

## Населення
Згідно з переписом УРСР 1989 року, чисельність наявного населення села становила 710 осіб, з яких 319 чоловіків та 391 жінка.
За переписом населення України 2001 року, в селі мешкало 680 осіб.

### Мова
Розподіл населення за рідною мовою за даними перепису 2001 року:
| Мова       | Відсоток |
| ---------- | -------- |
| українська | 97,50 %  |
| польська   | 1,91 %   |
| російська  | 0,29 %   |
| вірменська | 0,15 %   |

## Мікротопоніми
Прізвисько жителів села за назвою села — «галущинські». Навколишні села-сусіди називають їх також «маслюки». Це прізвисько походить від того, що за Польщі ксьондз Іванчишак збудував молочарню у селі, куди звозили молоко з навколишніх сіл і виробляли масло та сир. Масло можна було купувати за гроші.
Було в селі в цей час два кутки: «Подоле» — куток села за костелом на північ, і «Над селом» (або «Над столом») — куток села за костелом на схід. Назва «Подоле» походить від форми рельєфу — хати побудовані в долині. Назва «Над селом» походить від того, що в цьому місці почали заселятися люди після того, як помешкання спалили татари. Назва утворилася від місця розташування — вище на схилі горба над колишнім селом.
Було дві вулиці: «Панська» за костелом на кутку «Подолє» (мешкали заможні селяни, пани Рихлевські та Виснянські), і «Крива» — лівий поворот від центральної дороги за мостом, якщо їхати в напрямку з Жеребок. Назва «Крива» походить від форми вулиці: вона повертається і тягнеться вздовж центральної вулиці.

### Антропоніми
Найпоширеніші в селі прізвища за Польщі — Гарбіч, Питель, Хрущ (селянські), Гордзієвські, Сосніцькі.

## Релігія
- Є церква Святого Миколая (1755; відновлена 1910, 1992), церква святителя Миколая Чудотворця (ПЦУ), костел Різдва святого Іоана Хрестителя (1868).

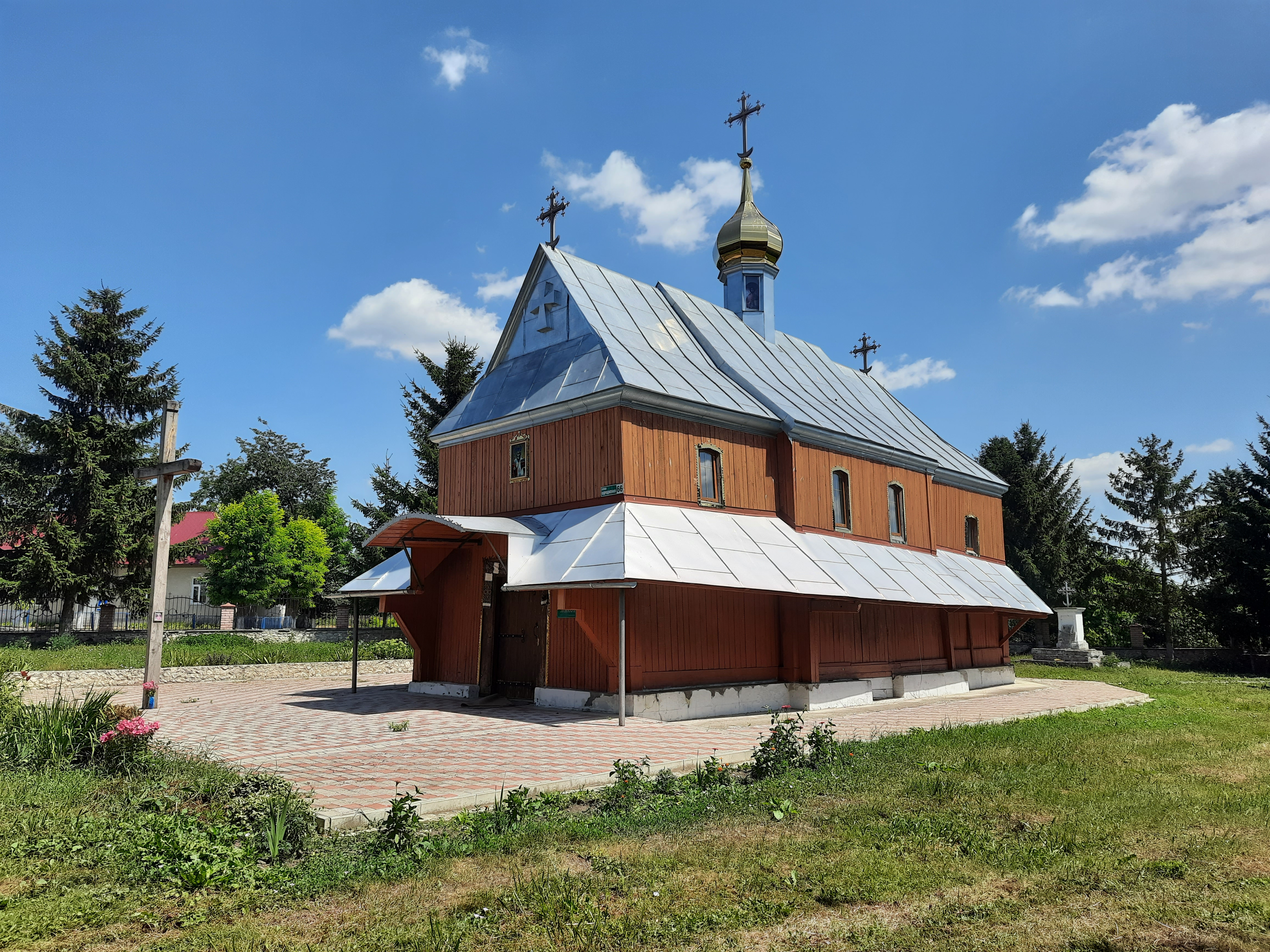
Церква Святого Миколая (1755, УГКЦ)
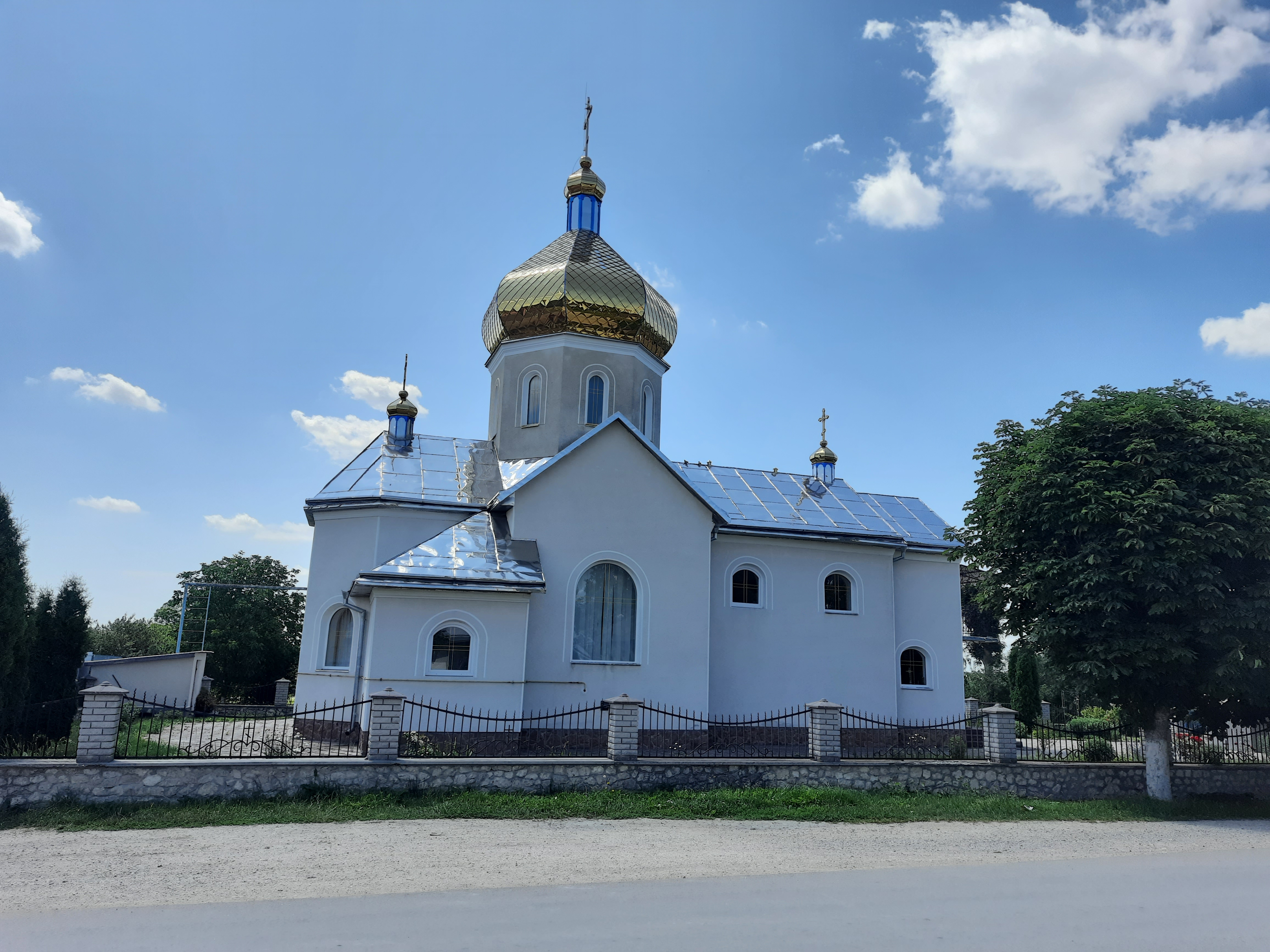
Церква Святителя Миколая Чудотворця (ПЦУ)
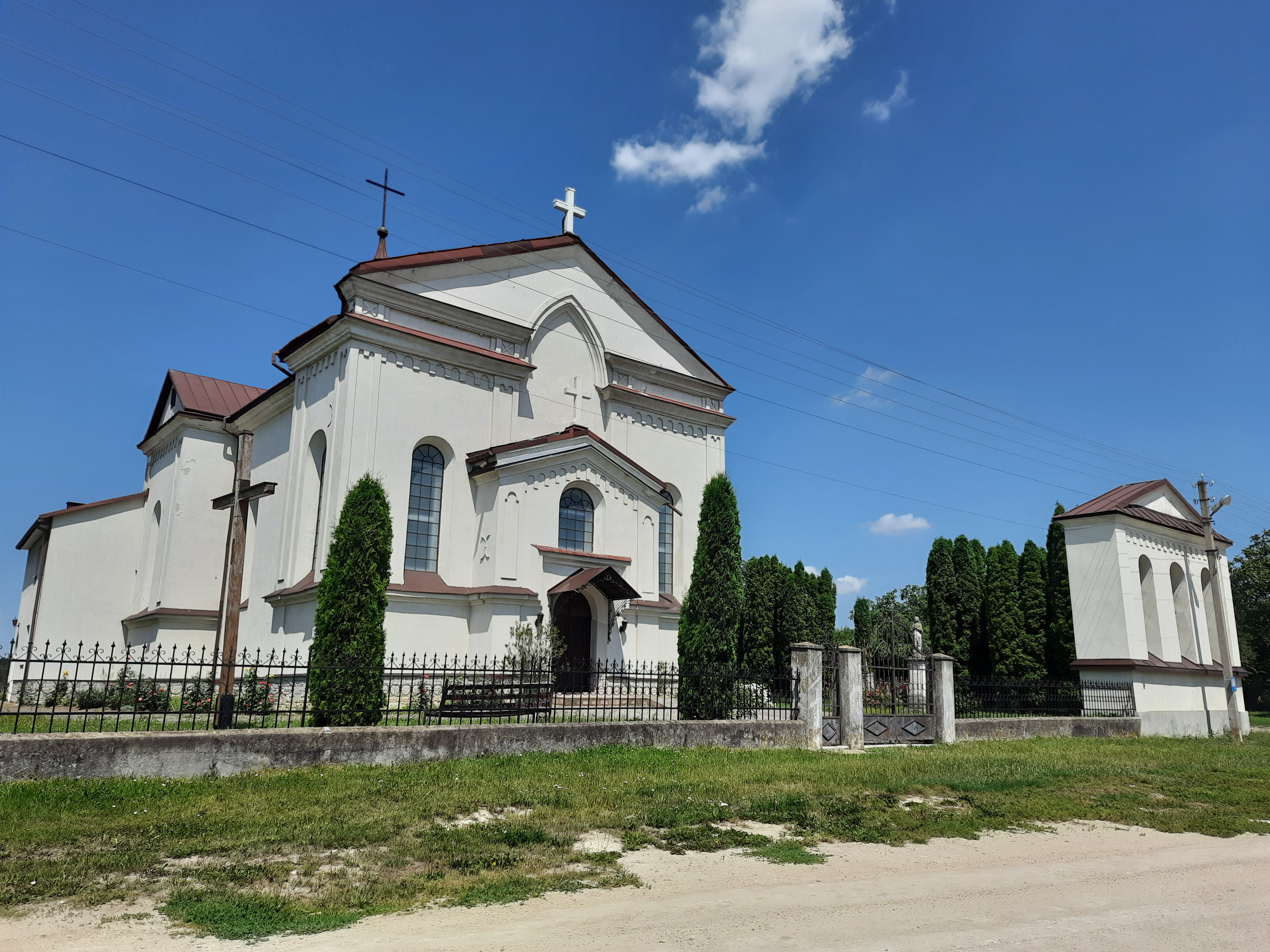
Костел Різдва Святого Іоана Хрестителя (1868)

## Пам'ятки
- Споруджено пам'ятник полеглим у німецько-радянській війні воїнам-односельцям (1969) та насипана символічну могилу УСС.
- Геологічна пам'ятка природи місцевого значення — останці Сарматського моря.

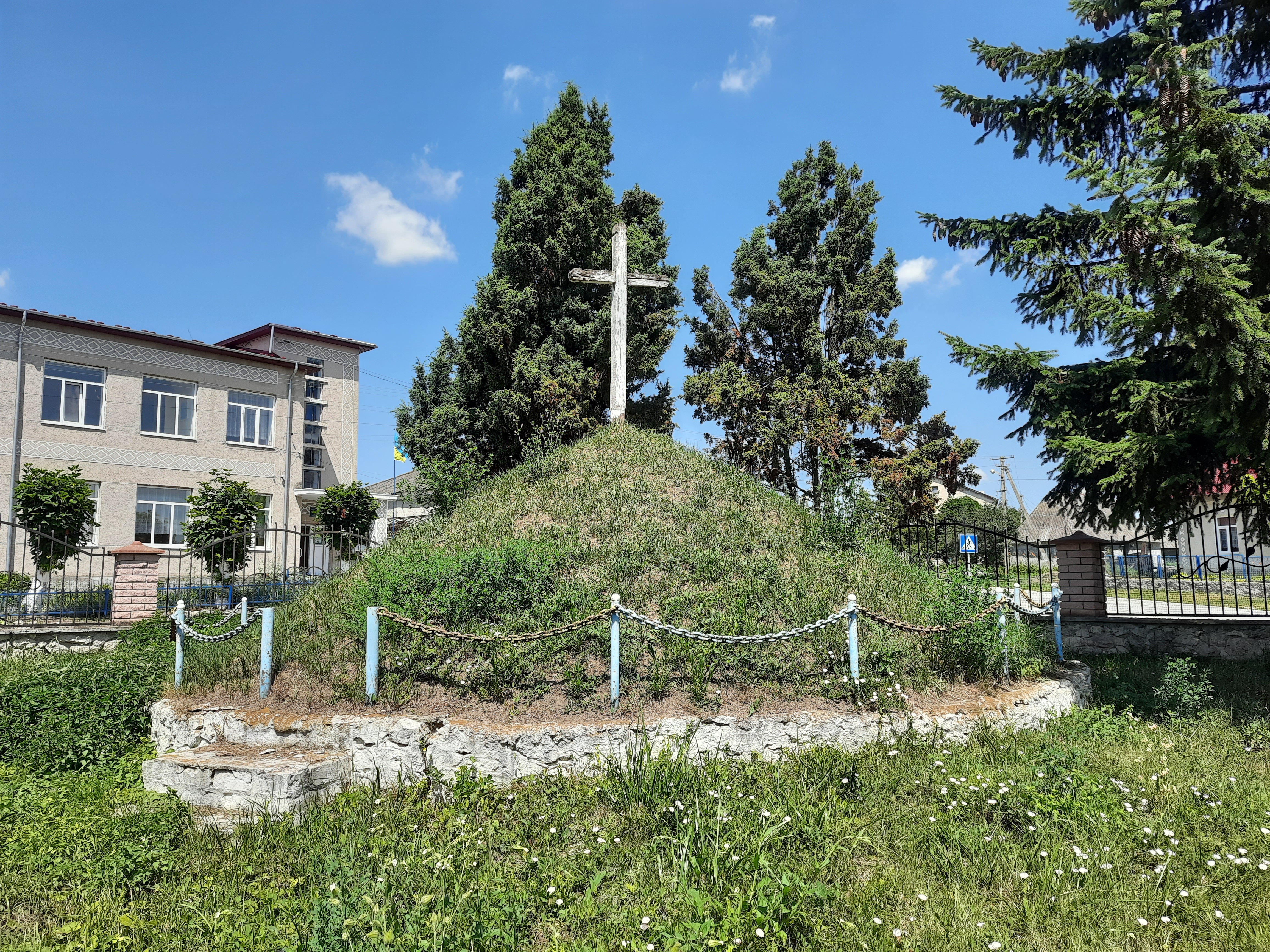
Символічна могила Борцям за волю України.
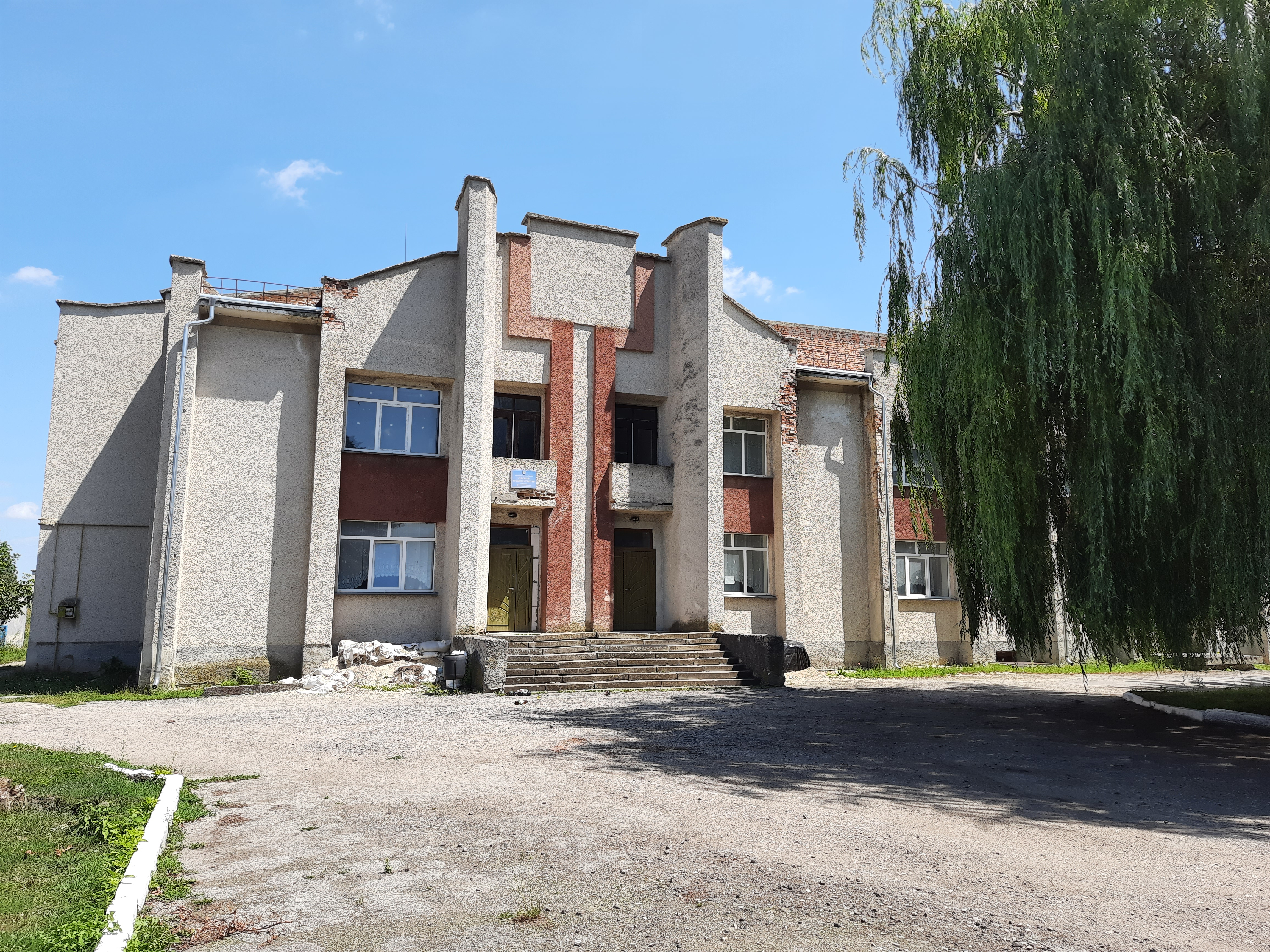
Будинок культури.
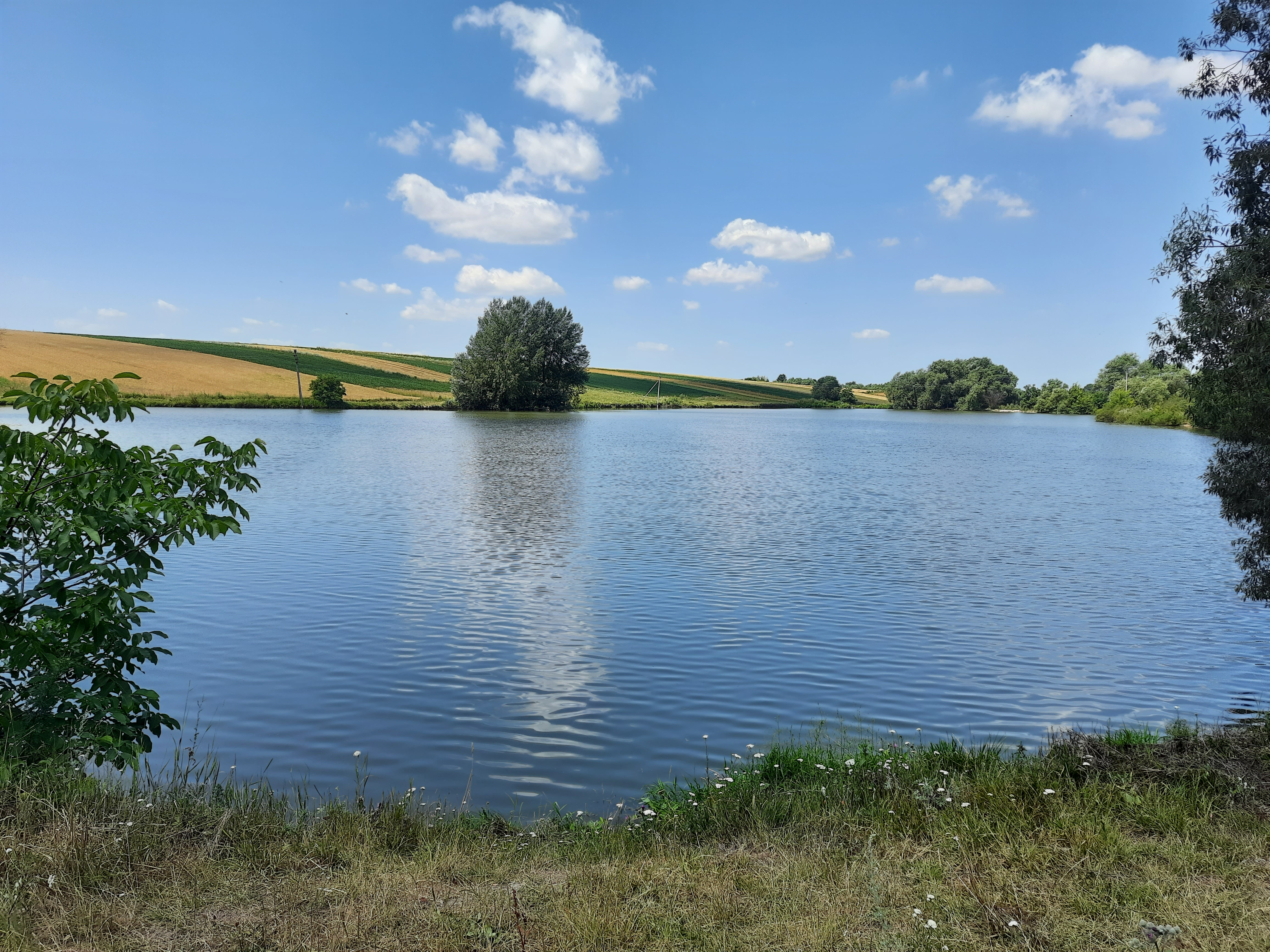
Став біля села.

## Підприємства, заклади, установи і організації
Діють Галущинська загальноосвітня школа I—II ступенів, будинок культури, бібліотека, дошкільний заклад, відділення зв'язку, амбулаторія, будинок пристарілих, магазин, ТОВ «Веда плюс», Галущинецький вапняковий кар'єр та Галущинецький ландшафтний заказник.

## Відомі люди

### Знані уродженці села
- Казимир-Антоні Дзєржановський (1872—1940) — польський військовик, генерал дивізії.
- Максимович Богдан Іванович (нар. 04.11.1956.) — головний лікар Скалатської лікарні.
- Мац Михайло Йосипович (нар. 15.03.1954.) — Заслужений економіст України.
- Іскерський Іван Станіславович (нар. 01.02.1968.) — директор ПП "НВО Енергоощадні технології", науковець, громадський діяч.
- Недошитко  Володимир Михайлович (нар. 30.08.1955.) — директор ТОВ "Стубіс", громадський діяч.

Знані мешканці села
Броніслав Мірецький - (пол. Bronisław Mirecki 3 вересня 1903, Переворськ — 13 серпня 1986, с. Галущинці, Підволочиського району Тернопільської області, Україна) — римо-католицький релігійний діяч, священик.
Миха́йло Микола́йович Бара́н (3 березня 1928, Хмелиська, Скалатського повіту (нині Тернопільського району) Тернопільської області — 15 січня 2004, Львів) — український бандурист, художник, скульптор, заслужений діяч мистецтв України. Лауреат 1-го республіканського конкурсу кобзарів.
Маркіян Трофим'як (нар. 16 квітня 1947, Козова Тернопільського району) — римо-католицький релігійний діяч, львівський єпископ-помічник у 1991—1998 роках, луцький єпископ у 1998—2012.

### Жителі села, які загинули під час російсько-української війни
- Тимощук Андрій Петрович (1 серпня 1972 — 12 червня 2015)  — український військовослужбовець, боєць 128-ї гірсько-піхотної бригади, загинув 12 червня 2015 року при виконанні військового обов'язку в боях за Станицю Луганську, похований у Галущинцях 18 червня 2015 року.
- Герцунь Ігор Андрійович — (2 квітня 1995, с. Галущинці, Тернопільська область — 12 вересня 2022, Сумська область) — український військовослужбовець, солдат Збройних сил України, учасник російсько-української війни. Кавалер ордена «За мужність» III ступеня (2022, посмертно).
- Коваль Анатолій (1970-2023) — український військовослужбовець, солдат Збройних сил України, загинув 23.05.2023 від снайперської кулі під Авдієвкою
- Коритко Михайло (1992-2024) — український військовослужбовець, солдат Збройних сил України. Загинув на Харківщині 28 вересня 2024 рoку під час виконання бойового завдання.

### Пов'язані із селом
- Антоній Федорович (1806—1881) — дідич, дружина — Юлія Моравська[7].

1. ↑  Кабінет Міністрів України «Про визначення адміністративних центрів та затвердження територій територіальних громад Тернопільської області». kmu.gov.ua (ua) . Архів оригіналу за 23 січня 2022. Процитовано 9 жовтня 2021.
2. ↑  Постанова Верховної Ради України від 17 липня 2020 року № 807-IX «Про утворення та ліквідацію районів»
3. ↑  Кількість наявного та постійного населення по кожному сільському населеному пункту, Тернопільська область (осіб) - Регіон, Рік, Категорія населення, Стать (1989(12.01)). database.ukrcensus.gov.ua. Банк даних Державної служби статистики України.
4. ↑  Кількість наявного населення по кожному сільському населеному пункту, Тернопільська область (осіб) - Регіон, Рік (2001(05.12)). database.ukrcensus.gov.ua. Банк даних Державної служби статистики України.
5. ↑  Розподіл населення за рідною мовою, Тернопільська область (у % до загальної чисельності населення) - Регіон, Рік, Вказали у якості рідної мову (2001(05.12)). database.ukrcensus.gov.ua. Банк даних Державної служби статистики України.
6. ↑  БАРАН Михайло Миколайович. Тернопільщина (укр.). 12 жовтня 2018. Процитовано 6 лютого 2025.
7. ↑  Boniecki Adam. 

Herbarz polski: wiadomości historyczno-genealogiczne o rodach szlacheckich. — Warszawa : Warszawskie Towarzystwo Akcyjne Artystyczno-Wydawnicze, 1902. — Cz. 1. — t. 5. — S. 269. (пол.)